# Notizie da nessun luogo
Notizie da nessun luogo (News from Nowhere) è un romanzo utopico fantapolitico di William Morris, pubblicato nel 1891.
Venne pubblicato in italiano per la prima volta nel 1895 col titolo La terra promessa, per la traduzione di Ernestina d'Errico Ciccotti.
Fu in parte scritto come reazione al celebre romanzo del 1888 di Edward Bellamy Guardando indietro, 2000-1887, di cui segue la falsariga, seppure in forma critica.
Nel romanzo, il protagonista William Guest (inglese per "Ospite") si addormenta dopo un'assemblea alla lega socialista di Hammersmith, di cui fa parte. Si risveglia poco dopo in una società futura, che si basa sul collettivismo e il controllo democratico dei mezzi di produzione. In questa società non esiste la proprietà privata. L'autorità, il sistema monetario, le prigioni, il divorzio non esistono come non esiste nemmeno un sistema di divisione in classi. La società agraria funziona semplicemente nel trovare piacere nella natura, nella bellezza e nel proprio lavoro.
Il romanzo esplora un gran numero di aspetti della società, includendo come è organizzata e come sono relazionate le persone tra di loro. Morris unisce il marxismo con la tradizione del romanzo quando si presenta come figura quasi magica in un luogo diverso dall'Inghilterra vittoriana.

## Trama
William Guest, militante libertario, rientrato a casa dopo una accesa discussione coi compagni sulle prospettive della futura rivoluzione sociale, vive uno strano momento di sospensione fra sogno e realtà, durante il quale si trova trasportato nella Londra del XXI secolo. Qui, confuso e incuriosito, conosce il barcaiolo Dick e il vecchio bibliotecario Hammond, che gli illustrano le caratteristiche, straordinarie per l'anarchico William, di quella loro nuova società, dalla quale sono definitivamente e concordemente banditi lo sfruttamento capitalistico e le istituzioni autoritarie.
In questo viaggio materiale e spirituale, attraverso un «mondo nuovo» pacifico e sereno, particolarmente toccanti sono le pagine nelle quali è descritta una Londra immaginaria, senza più i grandi stabilimenti industriali e le cattedrali del capitalismo, ripulita dai fumi, dalla sporcizia e dalle tenebre della società del profitto, immersa e inserita in una campagna rigogliosa e attraversata da un Tamigi divenuto un serafico luogo di delizia.

## Edizioni
(elenco parziale)

### In italiano
- La terra promessa, traduzione di Ernestina Ciccotti D'Errico, 1895.
- Notizie da nessun luogo, William Morris, S. Atto, Teramo, 1970.
- Notizie da nessun luogo, William Morris, traduzione di Mario Bonini, Garzanti editore, 1984.
- Notizie da nessun dove, William Morris, Traduzione di Sandro Stratta, Introduzione di Paolo Portoghesi, Editori Riuniti, 2013. ISBN 978-88-359-9256-1